# Hand of Death
Hand of Death (Shao Lin men) (també coneguda com a Countdown In Kung Fu, Strike of Death o Shaolin Men) és una pel·lícula de Hong Kong d'arts marcials dirigida per John Woo el 1975, protagonitzada per Tan Tao-liang i James Tien, i com a actors secundaris: Jackie Chan, Sammo Hung i Yuen Biao. A més a més dels seus papers com a actor, Hung també fa de coordinador, mentre Yuen realitza altres feines, com ara doblar les dues estrelles principals.

## Argument
Els shaolin són caçats per un poderós guerrer, Shih Shao-feng, que vol eliminar Shaolin de la Xina. En un remot camp d'entrenament, al millor estudiant dels shaolin, Yun Fei, se li encarrega la tasca d'acabar amb Shih Shao-feng i el seu regnat de terror. Al llarg del camí es fa amic del personatge de Jackie Chan, Tan Feng, que és ferrer.
Yun Fei arriba al camp de Shih i intenta prendre'l, però falla. Les seves tècniques de Shaolin són inútils contra "l'urpa de ferro estesa" de Shih. Quan Shih el derrota, deixa la resta per als seus vuit guardaespatlles, que cadascun té armes així com espases, escuts i llances.
Yun Fei s'escapa amb l'ajuda del ferrer. Se'n va a un poble i descobreix que els homes de Shih estan desmuntant el poble i ho saquegen tot, mentre espanten els vilatans. El protagonista es fa amic també d'un espadatxí magnífic que mai no ha desembeinat la seva espasa des que, accidentalment, va matar una prostituta que estimava. El grup forma un equip per derrotar Shih Shao-feng i s'entrena.

## Repartiment
- Tan Tao-liang: Yun Fei
- James Tien: Shih Shao-feng
- Wai Yeung: el vagabund
- Jackie Chan: Tan Feng
- Sammo Hung Kam-Bo: oficial Tu Ching
- John Woo: col·legial Cheng
- Lingfeng Shangguan: Autumn Moon
- Carter Wong: Kien
- Yuen Biao: archer
- Yuen Wah: guardaespatlles